# Branca de Navarra, Duquesa da Bretanha
Branca de Navarra, também conhecida como Branca de Champanhe (em castelhano:  Blanca, em francês:  Blanche; antes de 19 de janeiro de 1225 — Castelo de Hédé, 11 ou 12 de agosto de 1283) foi duquesa consorte da Bretanha como esposa de João I, chamado "o Ruivo".

## Família
Branca era a filha mais velha do conde de Champanhe, e futuro rei, Teobaldo I de Navarra, conhecido como "o Trovador", e de sua segunda esposa, Inês de Beaujeu. Seus avós paternos eram Teobaldo III de Champanhe e Branca de Navarra. Seus avós maternos eram Guichardo IV de Beaujeu e Sibila de Flandres.
Por parte do terceiro casamento do pai com Margarida de Bourbon, Branca teve seis meio-irmãos: Leonor, que morreu jovem; o rei Teobaldo II de Navarra; Margarida, esposa de Frederico III da Lorena; Pedro, senhor de Muruzábal; Beatriz de Navarra, duquesa da Borgonha como esposa de Hugo IV, Duque da Borgonha, e o rei Henrique I de Navarra.

## Biografia
Em 12 de janeiro de 1225, ela ficou noiva de Otão da Borgonha, filho de Otão I, duque de Merano, e de Beatriz de Borgonha-Condé. Porém, o casamento não foi realizado.
Com a ascensão de Teobaldo ao trono de Navarra em 1234, ela passou a ser conhecida como Infanta Dona Branca de Navarra.
Em 16 de janeiro de 1236, Branca casou-se com o duque João I, em Château-Thierry, na Picardia. Ele era filho de Pedro I, duque da Bretanha e de Alice de Thouars, Duquesa da Bretanha.

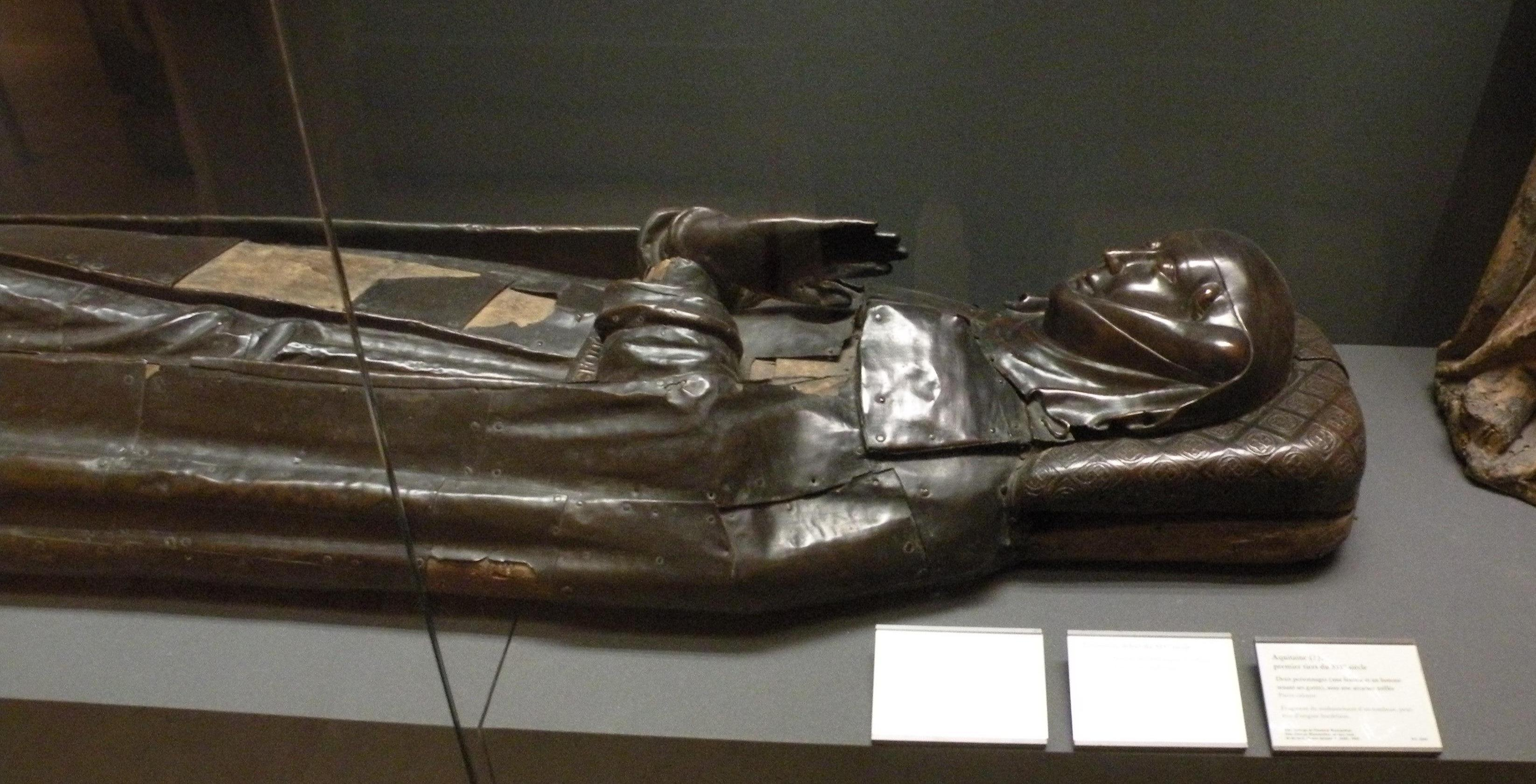
Jacente de Branca no Museu do Louvre, em Paris.

Branca fundou a Abadia de Notre-Dame-de-Joye, em Hennebont, na Bretanha, em 5 de outubro de 1275. Lá, ela foi enterrada após seu falecimento em 11 ou 12 de agosto de 1283, com aproximadamente 58 anos de idade. 
Já João morreu alguns anos mais tarde, em 8 de outubro de 1286.

## Descendência
O casal teve oito filhos:
- João II, Duque da Bretanha (3 ou 4 de janeiro de 1239 - 16 de novembro de 1305), foi sucessor do pai. Foi casado com a princesa Beatriz de Inglaterra, filha do rei Henrique III de Inglaterra, com quem teve seis filhos;
- Pedro da Bretanha (2 de abril de 1241 - 19 de outubro de 1268), senhor de Dinan, de Léon, de Hédé, de Hennebont e de la Roche-Derrien. Foi noivo de Margarida de Dampierre, filha de Guido de Dampierre, mas não se casaram;
- Alice da Bretanha (6 de junho de 1243 - 2 de agosto de 1288), senhora e Pontarcy e de Brie-Comte-Robert. Foi condessa de Blois como esposa de João I de Blois-Châtillon, com quem teve uma filha: Joana de Blois-Châtillon, suo jure condessa de Blois;
- Teobaldo da Bretanha (23 de julho de 1245 - 23 de outubro de 1246);
- Teobaldo da Bretanha (n. 9 de novembro de 1247);
- Leonor da Bretanha (n. final de 1248);
- Nicolas da Bretanha (8 de dezembro de 1249 - 14 de agosto de 1251);
- Roberto da Bretanha (6 de março de 1251 - 4 de fevereiro de 1259).